# Artère cérébrale moyenne
Pour les articles homonymes, voir Artère cérébrale et ACM.

Le polygone de willis.

L'artère cérébrale moyenne (ACM) ou artère sylvienne est une des trois principales artères du cerveau. C'est une des deux branches terminales de l'artère carotide interne avec l'artère cérébrale antérieure. Elle passe dans le sillon latéral (anciennement scissure de Sylvius, d'où son nom) et irrigue la portion adjacente des ganglions de la base et des lobes de l'insula, temporal, du frontal et du pariétal.
Une de ses principales branches est l'artère communicante postérieure qui la relie à l'artère cérébrale postérieure dans le cercle artériel du cerveau. Cependant, l'artère cérébrale moyenne n'est pas toujours considérée comme en faisant partie.

## Description

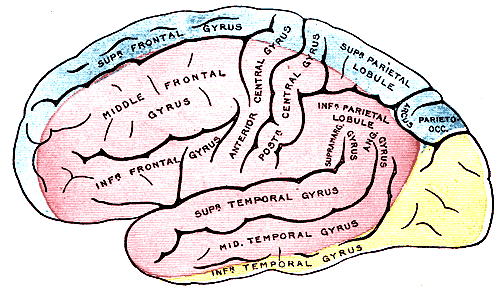
Schéma de la face latérale gauche du cerveau montrant le territoire vascularisé par l'artère cérébrale moyenne (en rouge).

L'artère cérébrale moyenne peut être divisée en quatre segments successifs. Le segment M1 ou sphénoïdal (parfois horizontal) passe à proximité de l'os sphénoïde, d'où son nom. Il a une direction horizontale, parfois descendante et donne les artères lenticulostriées à destination des ganglions de la base. Le segment M2 ou insulaire est située devant de l'insula. Il donne deux ou trois branches qui se terminent dans le cortex. Le segment M3 ou operculaire est situé entre l'insula et le cortex. Il est parfois regroupé avec le segment M2 sous le nom de segment sylvien. Le segment M4 ou cortical va de la partie externe du sillon latéral au cortex. Ce segment terminal irrigue le cortex.
Les variations de l'artère cérébrale moyenne peuvent inclure, au niveau des segments M2 et M3, une séparation en plusieurs troncs, deux ou trois, représentant respectivement 50 % et 25 % des cas. Les autres variations sont des duplications depuis l'artère carotide interne ou l'artère cérébrale antérieure (artère accessoire).

## Territoire
L'artère cérébrale moyenne irrigue :
- en superficie, la majeure partie de la surface latérale de l'hémisphère (avec en particulier les aires du langage de Broca et de Wernicke), en dehors de l'extrémité supérieure des lobes frontal et pariétal et de la partie inférieure du lobe temporal ;
- en profondeur, les ganglions de la base et la capsule interne.

## Pathologie
En cas d'occlusion de l'artère cérébrale moyenne au cours d'un accident vasculaire cérébral ischémique, les signes suivants peuvent survenir :
- paralysie et déficit sensitif plus ou moins complets de la face et du membre supérieur controlatéraux ;
- trouble du langage de type aphasie de Broca en cas d'atteinte de « l'hémisphère majeur » (gauche le plus souvent) ;
- trouble du schéma corporel à type d'héminégligence controlatérale en cas d'atteinte de « l'hémisphère mineur » ;
- trouble de la vue : hémianopsie homonyme controlatérale par atteinte du tractus optique

## Historique
Le nom de cette structure proviendrait d'une description faite par Franciscus Sylvius aux alentours de 1645.